# Aimé Sévin-Mareau
Aimé Sévin-Mareau est un homme politique français né le 5 septembre 1786 à Gidy dans l'ancienne province de l'Orléanais et mort le 18 septembre 1868 à Orléans dans le département du Loiret.
Il est élu sous la monarchie de Juillet et la Deuxième République à des postes de député du Loiret, conseiller général du canton de Montargis, président du conseil général du Loiret et maire d'Orléans.

## Biographie
Aimé Sévin-Mareau nait à Gidy dans l'ancienne province de l'Orléanais du Royaume de France sous le règne du roi Louis XVI.
Il est élu député du Loiret le 21 octobre 1830 pour la première législature de la Monarchie de Juillet. Il achève ce mandat le  31 mai 1831 et ne se représente pas pour la législature suivante. Il se représente et est élu 21 juin 1834 pour la troisième législature de la Monarchie de Juillet. Il est réélu pour la quatrième et la cinquième législature en 1937 et 1939, achevant son dernier mandat de député le 12 juin 1842.
Négociant, il est par ailleurs maire d'Orléans de 1838 à 1842 et président du tribunal de commerce d'Orléans.
En 1851, il est conseiller général du canton de Patay.
Il meurt à Orléans (Loiret), le 18 septembre 1868, à l'âge de 82 ans sous le Second Empire.

## Sources
- « Aimé Sévin-Mareau », dans Adolphe Robert et Gaston Cougny, Dictionnaire des parlementaires français, Edgar Bourloton, 1889-1891 [détail de l’édition]